# Napoleon Jackson Tecumseh Dana

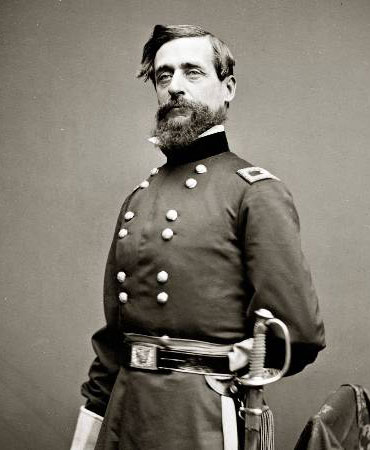
Generalmajor Napoleon Dana

Napoleon Jackson Tecumseh Dana (* 15. April 1822 in Fort Sullivan, Eastport, Maine; † 15. Juli 1905 in Portsmouth, Virginia) war ein US-amerikanischer Generalmajor der US Army im Sezessionskrieg.

## Leben

### Mexikanisch-Amerikanischer Krieg

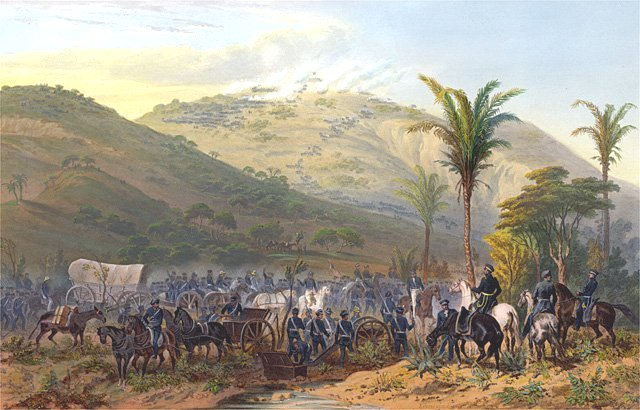
Die Schlacht von Cerro Gordo (Gemälde von Carl Nebel)

Nach dem Schulbesuch trat Dana in die US Military Academy in West Point und schloss diese 1842 ab. Danach wurde er als Unterleutnant in das 7. Infanterieregiment aufgenommen und leistete Dienst in einer Garnison im Südwesten der USA. Während des Mexikanisch-Amerikanischen Krieges von 1846 bis 1848 zeichnete er sich durch seine Tapferkeit aus und erlitt bei der Erstürmung der Schanzenanlagen während der Schlacht von Cerro Gordo eine schwere Verwundung. Im Anschluss war er als Hauptmann im Stab seines Regiments eingesetzt und wurde im März 1848 dessen Vize-Quartiermeister.
Nach mehrjähriger Verwendung als Offizier in verschiedenen Garnisonen in Minnesota wurde er 1855 Bankier in Saint Paul, übte diese Tätigkeit bis 1861 aus und war daneben zwischen 1857 und 1861 Brigadegeneral der Miliz von Minnesota.

### Sezessionskrieg
Zu Beginn des Sezessionskrieges kehrte er als Oberst des 1. Infanterieregiments von Minnesota in den aktiven Militärdienst zurück und wurde nach anschließender Verwendung an der Kriegsfront im Februar 1862 zum Brigadegeneral der Freiwilligtruppen ernannt sowie zur Army of the Potomac versetzt. In der Folgezeit nahm er als Kommandeur einer Brigade an verschiedenen Kampfhandlungen wie dem Halbinsel-Feldzug, der Schlacht von Seven Pines, der Schlacht am Malvern Hill und schließlich am 17. September 1862 an der Schlacht am Antietam teil. Dort befehligte er eine Brigade in der 2. Division von General John Sedgwick, die zum II. Korps von General Edwin Vose Sumner gehörte, und wurde abermals schwer verwundert.
Im November 1862 wurde er zum Generalmajor der Freiwilligentruppen ernannt und 1863 mit der Verteidigung von Philadelphia während des Einmarsches der Confederate States Army in Pennsylvania betraut. Anschließend wurde er zu der unter dem Kommando von General Nathaniel Prentiss Banks stehenden Army of the Gulf versetzt, in der einen Vormarsch nach Rio Grande und schlug die Konföderierten Truppen nach seiner Landung in Brazes Santiago bis nach Laredo zurück. Anschließend war er nacheinander Befehlshaber des XIII. Korps, der Militärbezirks von Vicksburg, des XVI. Korps, dann der Militärbezirke im westlichen Tennessee und Vicksburg sowie schließlich der Militärregion am Mississippi River.

### Spätere Ämter und Funktionen
Im Mai 1865 schied er aus dem aktiven Militärdienst aus und engagierte sich in Bergbauunternehmen im Westen der USA, ehe er zwischen 1866 und 1871 Generalvertreter der Amerikanisch-Russischen Handelsgesellschaft von San Francisco in Alaska und Washington, D.C. war. Im Anschluss war er zunächst Superintendent der Eisenbahnen in Illinois sowie 1878 der Chicago, Burlington & Quincy-Eisenbahngesellschaft in Rock Island. Nach einer anschließenden Tätigkeit als Kommissar für die Eisenbahnen in St. Louis von 1878 bis 1881, wurde er 1885 Präsident der Montana and Union Railway Company.
1893 wurde er Leiter der Kriegs- und Marineabteilung im Amt für Pensionen (US Pensions Department), zu deren Ersten Stellvertretenden Kommissar er 1895 durch US-Präsident Grover Cleveland berufen wurde. Dieses Amt verlor er 1897 nach dem Amtsantritt von US-Präsident William McKinley.
Napoleon Dana war ein Neffe der Chemiker James Freeman Dana und Samuel Luther Dana.